# Sailor Moon S The movie
Pretty Soldier Sailor Moon S The Movie (劇場版 美少女戦士セーラームーンＳ Gekijouhan Bishoujo Senshi Sailor Moon S?, en España cómo Sailor Moon S: La Princesa de la Luna y en Latinoamérica cómo Sailor Moon S: La Princesa Kaguya. En inglés es llamada Sailor Moon S The Movie: Hearts in Ice) es la segunda de las tres películas de la serie Sailor Moon. Escrita por Sukehiro Tomita y dirigida por Hiroki Shibata, la cinta se estrenó en Japón el 4 de diciembre de 1994; y más tarde, el 23 de mayo del 2000, en los Estados Unidos.
La misma está basada en la historia del volumen 11 del manga, "El Amor de la Princesa Kaguya" (かぐや姫の恋人 Kaguya hime no koibito?).

## Argumento
Hace miles de años, en tiempos antiguos, apareció en el Sistema Solar una poderosa entidad de aspecto femenino y habilidades sobrenaturales. Esta entidad, más tarde bautizada con el nombre de Princesa Kaguya, tenía grandes similitudes con la La reina de las nieves o la mitológica Yuki onna; entre ellas el poder de crear o manipular la nieve y el hielo. Por medio de tal poder, intentó convertir a la Tierra en un planeta congelado. Sin embargo, el Cristal de Plata, cuyo poder protegía a la Tierra, se lo impidió enviando a la malévola criatura lejos del Sistema Solar. 
Aun así, la extraña mujer se juró a sí misma que volvería algún día, para intentarlo de nuevo. 
Mucho tiempo después, en pleno siglo XX, la entidad regresa por medio de un cometa. Pero a poco tiempo de llegar un trozo de su cometa se pierde y ella no podrá proceder a congelar la Tierra si no lo tiene. Por eso manda a sus sirvientas, las Bailarinas de la Nieve (Snow Dancers) a que vayan a recogerlo. Por otra parte, en la ciudad de Tokio, un joven astrónomo llamado Kakeru Ōzora encuentra el trozo del cometa y lo investiga en su observatorio. 
Lejos de allí, las Sailor Senshi se reúnen  en el parque. Luna, la gata de Usagi, está con gripe; por lo que decide marcharse y regresar a la casa de esta. En el camino casi es atropellada por un automóvil, pero es salvada por Kakeru; quien además se la lleva a su casa y la atiende hasta que se cura. Si bien ella finge entonces ser un gato común y corriente, pronto empieza a enamorarse del joven astrónomo, y llega incluso a besarlo secretamente luego de que él se queda dormido. Pero Luna se da cuenta de que se trata de un amor imposible; no solo debido a que ella es un felino parlante (en lugar de un ser humano), sino también porque él ya tiene una novia, una astronauta llamada Himeko Nayotake. A pesar de ello, Kakeru y Himeko inesperadamente rompen su relación debido a la ingenua obstinación de él en comprobar si la princesa Kaguya, una figura mítica que según los cuentos japoneses vive en la luna; realmente existe. Finalmente, una irritada Himeko decide dejar temporalmente a Kakeru, porque debe ir a prepararse para su próxima misión espacial.
Más tarde, el pedazo del cometa hace que Kakeru empiece a enfermar, puesto que le roba secretamente su energía vital. La entidad del cometa entonces se presenta en casa de Kakeru, quien la confunde con la Princesa Kaguya. Esta toma el trozo de cometa y con su poder ataca al joven, haciendo que continúe drenando su energía aún más. Finalmente ella y sus sirvientes, las Bailarinas de la Nieve, ponen en marcha su plan de congelar la Tierra. 
Al darse cuenta de lo que ocurre, las Sailor Senshi intentan detenerlas, pero sus poderes no dan resultado. Eventualmente deciden combinar sus poderes para activar el Cristal de Plata, gracias a lo cual consiguen destruir a la Princesa Kaguya, a las bailarinas, el hielo y al cometa.
Luego de la derrota de Kaguya, Super Sailor Moon transforma a Luna en una joven humana, quien se presenta ante Kakeru como la "verdadera" Princesa Kaguya. Ella utiliza las habilidades mágicas que el Cristal de Plata temporalmente le ha otorgado para transportarse a sí misma y a Kakeru al espacio exterior; para que así él pueda contemplar la luna y la superficie de la Tierra desde allí. Entonces Luna lo besa y lo alienta a dejar su obsesión por Kaguya, diciéndole que se ocupe más de su trabajo y de Himeko. Mientras tanto Himeko, que alcanza a vislumbrarlos muy fugazmente desde su nave espacial, duda acerca de la veracidad de lo que vio.
De regreso en Tokio, Himeko se reconcilia con Kakeru, diciéndole que ahora sí cree que la Princesa Kaguya existe. Mientras tanto Luna, nuevamente en su apariencia original de felino, los observa y sonríe desde un rincón, en compañía de Artemis.

## Nuevos personajes

### Kakeru
Kakeru Ōzora (宇宙翔 Ozora Kakeru?) es un brillante joven astrónomo que está obsesionado con la leyenda de la Princesa Kaguya, y estudiar a la Luna es su otra obsesión. Su novia es Himeko y la ama mucho, pero como ella no cree en la leyenda de Kaguya, termina con ella. Se reconcilian al final de la película y, solo en el manga, los dos se preparan para tener un hijo. 

### Himeko
Himeko Nayotake (名夜竹姫子 Nayotake Himeko?) es la novia de Kakeru así como su amiga de la infancia. No cree en la leyenda de la Princesa Kaguya, pero luego acepta su existencia cuando ve a la gata Luna (en forma humana) y a Kakeru flotando juntos en el espacio. Solo en el manga se revela, más tarde, que Himeko está embarazada de Kakeru.

### Kaguya
La Princesa Kaguya de las Nieves (プリンセス・スノー・カグヤ Purinsesu Sunō Kaguya?, en inglés "Princess Snow Kaguya") es el nombre que le da Kakeru a la villana de la película. Es una poderosa criatura extraterrestre de aspecto femenino que va recorriendo planeta por planeta, congelándolos, para añadirlos a su colección. Cuando trata de dirigir tales propósitos a la Tierra, Super Sailor Moon lo evita destruyéndola con el poder del Cristal de Plata.

### Bailarinas
Las Bailarinas de la Nieve (雪の踊り子たち Snow Dancers?) son unas criaturas hechas de hielo, con aspecto de mujer, que sirven a la villana "Kaguya". Tienen el poder de convertir a los humanos en bloques de hielo. Cada vez que son destruidas por las Sailor Senshi, se multiplican. Al final son destruidas definitivamente por Super Sailor Moon.

## Reparto
| Personaje                                        | Nombre original                                    | Actor de Voz (Japón)                                     | Actor de Voz (Hispanoamérica) |
| ------------------------------------------------ | -------------------------------------------------- | -------------------------------------------------------- | ----------------------------- |
| Serena Tsukino / Sailor Moon / Super Sailor Moon | Usagi Tsukino/Sailor Moon/Super Sailor Moon        | Kotono Mitsuishi (1994) Kaoru Mizuhara (Re:doblaje 2011) | Patricia Acevedo              |
| Amy Mizuno / Sailor Mercury                      | Ami Mizuno/Sailor Mercury                          | Aya Hisakawa (1994) Hisako Kanemoto (Re:doblaje 2011)    | Rossy Aguirre                 |
| Rei Hino / Sailor Mars                           | Michie Tomizawa (1994) Rina Satō (Re:doblaje 2011) | Mónica Manjarrez                                         |                               |
| Lita Kino / Sailor Jupiter                       | Makoto Kino/Sailor Jupiter                         | Emi Shinohara (1994) Ami Koshimizu (Re:doblaje 2011)     | Araceli de León               |
| Mina Aino / Sailor Venus                         | Minako Aino/Sailor Venus                           | Rika Fukami (1994) Sayaka Kanda (Re:doblaje 2011)        | María Fernanda Morales        |
| Darien Chiba / Tuxedo Mask                       | Mamoru Chiba/ Tuxedo Mask                          | Tohru Furuya                                             | Gerardo Reyero                |
| Rini Tsukino / Sailor Chibi-Moon                 | Chibiusa Tsukino / Sailor Chibi-Moon               | Kae Araki (1994) Rie Kugimiya (Re:doblaje 2011)          | Vanessa Garcel                |
| Haruka Tenoh / Sailor Uranus                     | Haruka Ten'ō / Sailor Uranus                       | Megumi Ogata                                             | Belinda Martínez              |
| Michiru Kaioh / Sailor Neptune                   | Michiru Kaiō / Sailor Neptune                      | Masako Katsuki                                           | Irma Carmona                  |
| Setsuna Meioh / Sailor Plut                      | Setsuna Meiō / Sailor Pluto                        | Chiyoko Kawashima                                        | Anabel Méndez                 |
| Luna / Princesa Kaguya                           | Luna/Princess Kaguya                               | Keiko Han                                                | Rocío Garcel                  |
| Artemis                                          | Artemis                                            | Yasuhiro Takato                                          | Salvador Delgado              |
| Princesa de la nieve Kaguya                      | Princess Snow Kaguya                               | Eiko Masuyama                                            | Laura Torres                  |
| Kakeru Ozora                                     | Kakeru Ōsora                                       | Masami Kikuchi                                           | René García                   |
| Himeko Nayotake                                  | Himeko Nayotake                                    | Megumi Hayashibara                                       | Mónica Villaseñor             |